# Чапля-свистун
Чапля-свистун (Syrigma sibilatrix) — вид пеліканоподібних птахів родини чаплевих (Ardeidae).

## Назва
Загальна назва походить від характерного свисту, який видається під час польоту або зльоту. На відміну від інших чапель, цей вид демонструє швидке змахування крилами (подібно до польоту качок) і летить з вигнутою вперед шиєю, а не S-подібним вигином.

## Поширення
Вид поширений в Південній Америці. Виділяють два підвиди, що мають розірваний ареал:
- Syrigma sibilatrix fostersmithi Friedmann, 1949 — Колумбія, Венесуела
- Syrigma sibilatrix sibilatrix (Temminck, 1824) — Болівія, південь Бразилії, Уругвай, Парагвай і північ Аргентини.[3].

Трапляється у сезонно затоплюваних саванах на висоті до 500 м, часто в сухих і трав'янистих місцях, ніж інші чаплі, але також у відкритих, вологих або неглибоких затоплених місцях. Оскільки він гніздиться на деревах, він віддає перевагу відкритим місцевостям з ізольованими скупченнями дерев.

## Опис
Чапля середнього розміру, завдовжки від 53 до 64 см і вагою від 521 до 546 г. Південний підвид більший, але його дзьоб коротший по відношенню до тіла. Оперення сіро-блакитне на спині та крилах. Під час польоту біля хвоста і на животі видно білі пір'я. Пір'я з боків голови, на шиї та на грудях білі, але забарвлені в золотистий відтінок, можливо, через типову для чаплі порошкоподібну пудру з пір'я або виділення з огузкової залози. Дзьоб рожевий, синювато-фіолетовий біля основи і чорний на кінчику. Характерна світло-блакитна шкіра навколо ока, і зеленувата на коротких ногах.